# Gianni Giansanti
Gianni Giansanti (Roma, 1956 – Roma, 18 marzo 2009) è stato un fotografo italiano di fotogiornalismo e sport.

## Biografia
Inizia la sua carriera di giornalista freelance nel 1977; un anno più tardi fotografa il ritrovamento del cadavere di Aldo Moro, scatto che gli vale una menzione speciale al "World Press" di Amsterdam. Aveva seguito come fotografo anche Papa Giovanni Paolo II nei suoi viaggi nel mondo.
Muore a Roma il 18 marzo 2009.

## Attività
Nel 1981 entra a far parte dello staff dell'Agenzia Sygma. Sette anni d'attualità con i viaggi di Giovanni Paolo II e le news internazionali in Polonia, Haiti, Guatemala, El Salvador, Libano, Senegal, Libia, Yugoslavia, Grecia.
Un lungo lavoro in Africa, alla ricerca delle origini dell'uomo tra le primitive tribù della Valle dell'Omo, è l'oggetto del libro "Ultima Africa" seguito da una mostra.
- 1978: World Press - honourable mention for the exclusivity of the discover of Aldo Moro's body.
- 1988: World Press - 1st prize (people in the News section) for "A day in the private life of the Pope".
- 1990: Angers Festival - 1st prize (investigation section)for "Military Academies in URSS".
- 1991: World Press - 2st prize for "The Palio of Siena".
- 1991: Angers Festival - 1st prize (reportage section) for "The Palio of Siena".
- 1993: University of Missouri - Columbia (USA) "Beyond hope, Beyond life"- Somalia.